# نهائي كوبا أمريكا 2024
نهائي كوبا أمريكا 2024 (بالإسبانية: Copa América final 2024) هي المباراة النهائية التي حددت المنتخب الفائز في بطولة كوبا أمريكا 2024، الثامنة والأربعون من مسابقة كونميبول لفرق كرة القدم للرجال. تأخرت المباراة لأكثر من ساعة وعشرين دقيقة بسبب سلسلة الأحداث التي وقعت بالقرب من الملعب.
أُقيمت مباراة النهائي على ملعب هارد روك في ميامي غاردنز، الولايات المتحدة يوم 14 يوليو 2024. بين حامل اللقب الأرجنتين في ظهوره الثلاثين في النهائيات، وكولومبيا، في ثالث نهائي له فقط. من بين النهائيات 29 السابقة، فازت الأرجنتين بـ15 لقبًا، بينما فازت كولومبيا بآخر نهائي لها في 2001. كانت هذه هي المباراة النهائية الثالثة على التوالي للأرجنتين في البطولات الكبرى، بعد كوبا أمريكا 2021 وكأس العالم 2022، وهو إنجاز تحقق خمس مرات فقط من قبل، من قبل ألمانيا الغربية (1972، 1974، 1976)، البرازيل (1994، 1995، 1997، 1998، 1999)، إسبانيا (2008، 2010، 2012)، الأرجنتين نفسها في وقت سابق (2014، 2015، 2016) والمكسيك (في كأس الكونكاكاف الذهبية). هزمت الأرجنتين كولومبيا 1-0 بعد الوقت الإضافي لتفوز باللقب السادسة عشر في تاريخها والقياسي من بطولة كوبا أمريكا.
شهدت هذه النسخة من بطولة كوبا أمريكا رفع الكأس الأصلية المصنوعة عام 1917 بكل قيمتها التاريخية بعد ترميمها في بوينس آيرس، الأرجنتين، يذكر بأنه تمت إضافة قاعدة خشبية لاستيعاب الصف الثاني للأبطال في عام 1979، وتم زيادة صف ثالث إضافي للأبطال عام 1995، تم منح الكأس الأصلية حتى نسخة بطولة كوبا أمريكا التي توج بها منتخب كولومبيا عام 2001، فيما تم تقديم نسخ طبق الأصل من الكأس من نسخة عام 2004 إلى 2021. بعد مرور أكثر من 100 عام على صناعتها، تمت استعادة كأس البطولة الأصلية للظهور في النسخة الثامنة والأربعين من بطولة كونميبول كوبا أمريكا على ملعب هارد روك في حدائق ميامي لتتويج الفريق البطل لبطولة كونميبول كوبا أمريكا.

## المكان

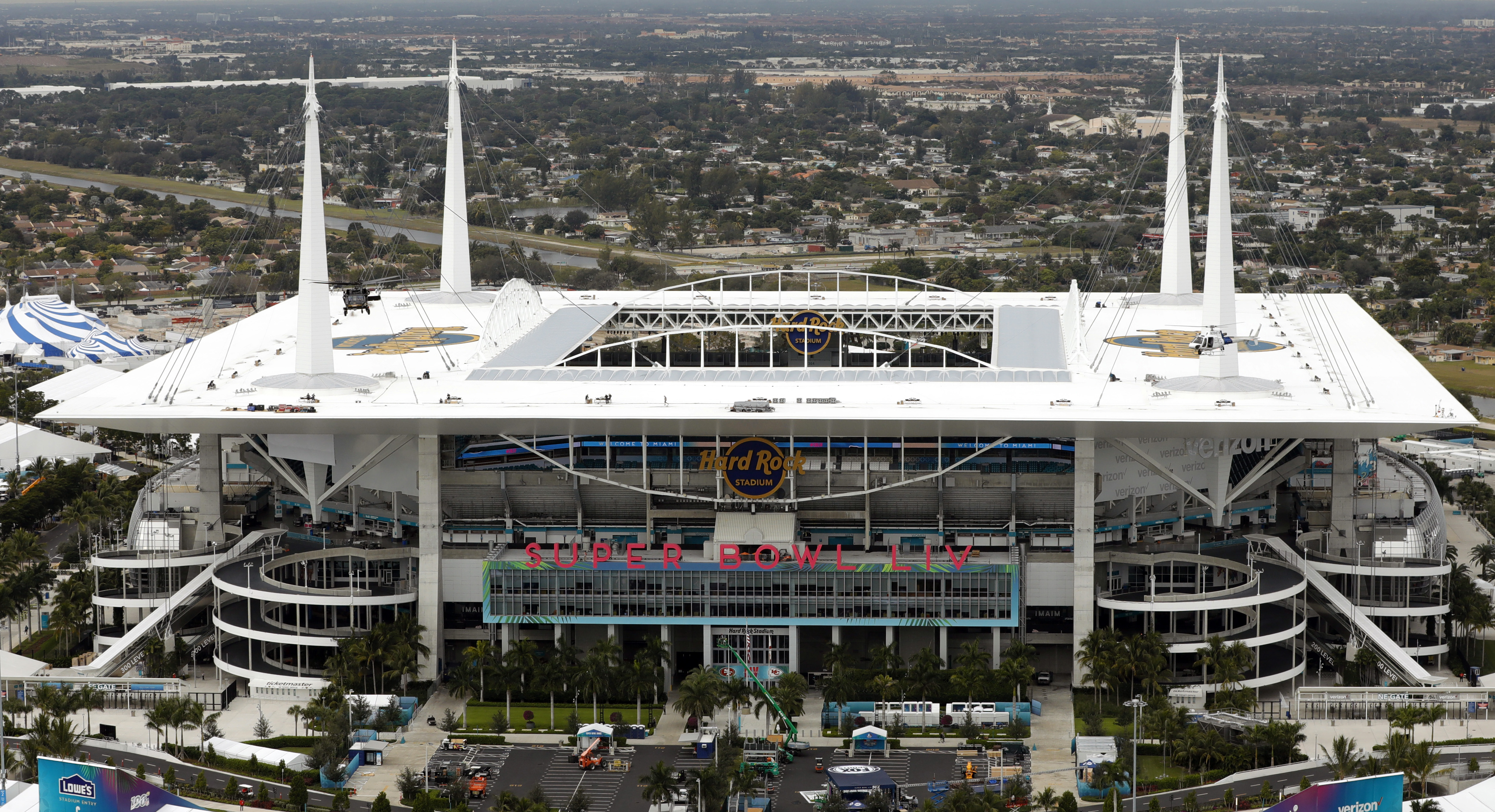
واجهة الملعب من الخارج

استضاف ملعب هارد روك في ميامي جاردنز بولاية فلوريدا بالقرب من مدينة ميامي المباراة النهائية، وتم تأكيد استضافته في 20 نوفمبر 2023. أُعلن عن استضافة الولايات المتحدة في يناير 2023، وكانت البلاد قد استضاف سابقًا بطولة كوبا أمريكا المئوية في عام 2016، وأقيمت المباراة النهائية في ملعب ميتلايف في إيست روثرفورد، نيو جيرسي، بالقرب من مدينة نيويورك. ملعب هارد روك هو في المقام الأول موطن فريق ميامي دولفينز من الرابطة الوطنية لكرة القدم و يحتوي على سطح عشبي ويتسع 65000 مقعدًا. افتُتح في عام 1987 وخضع لتجديدات كبيرة من عام 2015 إلى عام 2017 أضافت سقفًا وميزات أخرى. يعد الملعب أيضًا أحد الأماكن المضيفة لكأس العالم لكرة القدم 2026.

## عن الفريقين
عرفت البطولة حتى عام 1975 باسم "بطولة أمريكا الجنوبية لكرة القدم".

| الفريق    | سنوات التتويج في كوبا أمريكا السابقة *(للإشارة إلى فوز المنتخب في البطولة باعتباره البلد المضيف)    |
| --------- | --------------------------------------------------------------------------------------------------- |
| الأرجنتين | 15 (1921*، 1925*، 1927، 1929*، 1937*، 1941، 1945، 1946*، 1947، 1955، 1957، 1959*، 1991، 1993، 2021) |
| كولومبيا  | 1 (2001*)                                                                                           |

## الطريق إلى النهائي
| م | الفريق    | لعب | نقاط |
| - | --------- | --- | ---- |
| 1 | الأرجنتين | 3   | 9    |
| 2 | كندا      | 3   | 4    |
| 3 | تشيلي     | 3   | 2    |
| 4 | بيرو      | 3   | 1    |

| م | الفريق    | لعب | نقاط |
| - | --------- | --- | ---- |
| 1 | كولومبيا  | 3   | 7    |
| 2 | البرازيل  | 3   | 5    |
| 3 | كوستاريكا | 3   | 4    |
| 4 | باراغواي  | 3   | 0    |

## ما قبل المباراة

### حفل الختام

قامت شاكيرا بإحياء حفل ختام البطولة بين الشوطين

راهن اتحاد أمريكا الجنوبية لكرة القدم على عرض حفلاً غنائياً آخر لنهائي أقدم بطولة للمنتخبات الوطنية في العالم، بالرغم من حضورها العالمي تؤدي النجمة الكولومبية شاكيرا لأول مرة في تاريخ المسابقة، عرض مدته 10 دقائق خلال نهاية الشوط الأول للنهائي، وقامت بأداء أربع أغنيات مع الراقصين. من جانب آخر انتقد المدير الفني لمنتخب كولومبيا الوطني لكرة القدم نيستور لورينزو خلال المؤتمر الصحفي قبل يوم من المباراة النهائية قرار اتحاد أمريكا الجنوبية لكرة القدم تمديد الفترة بين الشوطين في نهائي كوبا أمريكا من 15 دقيقة المتعارف عليها تقليدياً إلى 25 دقيقة من أجل السماح بأداء نجمة البوب الكولومبية شاكيرا.
| نهائي كوبا أمريكا 2024 | آمل أن تستمتعوا، شاكيرا رائعة. عندما تتغير القواعد بالنسبة للفريقين في النهائي، أو تكون الملاعب سيئة بالنسبة للفريقين أو يكون الطقس متشابها بالنسبة للفريقين، فلا أستطيع أن أقول ما إذا كان ذلك سيئا أم أنه يصب في مصلحة أحد الفريقين لا أستطيع فهم ذلك، أتمنى أن يكون الأمر مثل بقية الأمور. عندما دخلنا في الدقيقة 16 تم معاقبتنا، ولكن الآن بعد أن أصبح هناك عرض يمكننا أن ندخل في الدقيقة 20. يمكن للاعبين أن يصابوا بالبرود، لكن هذا من الجانبين. لقد اكتشفت اليوم أن هذا هو الحال، وهذا كل شيء | نهائي كوبا أمريكا 2024 |

بمتابعة الأحداث لم يكن هذه اجراء من اتحاد كونميبول مستغرباً، إذا سبق أن تقدم اتحاد أمريكا الجنوبية لكرة القدم بإقتراحًا طالب فيه بتعديل القوانين الدولية للعبة والسماح بتمديد فقرة الراحة بين الشوطين لمدة عشر دقائق في ظروف معينة إلى مجلس إدارة الاتحاد الدولي لكرة القدم في اجتماعهم السنوي للأعمال يوم الخميس 25 نوفمبر 2021. ومن بين الأمور التي سيتم مناقشتها في الاجتماع الافتراضي بطلب السماح بتمديد فترات الاستراحة بين الشوطين إلى 25 دقيقة، بحسب تقرير صحيفة ديلي ميل عن المقترح،  فإن اتحاد أمريكا الجنوبية لكرة القدم يريد من زيادة الوقت الإضافي من أجل تنظيم عروض ترويجية بين الشوطين، وجاءت مقترح اتحاد أمريكا الجنوبية لكرة القدم بإعتقاد أن هذه الفكرة ستفيد مسابقاته مثل بطولة كوبا ليبرتادوريس، وستزيد من المداخيل المالية عن طريق تقديم ترفيه في منتصف المباريات، على غرار تلك التي تقدمها رابطة كرة القدم الأمريكية كل عام في نهائي السوبر بول الأمريكية، إذ بلغت مبيعات الإعلانات التجارية خلال استراحة الشوط الأول في حدث كرة القدم الأمريكية ما يصل إلى 5.5 مليون دولار (4.1 مليون جنيه إسترليني) في وقت سابق، حيث تنافست الشركات للحصول على إعلانات مدتها 30 ثانية قبل وبعد أداء المغني الكندي ذا ويكند. من الطبيعي أن اتحاد أمريكا الجنوبية لكرة القدم لن يحقق أرقامًا مثل هذه من خلال برامجه الترفيهية التي تُقدم خلال استراحة الشوط الأول، ولكنها مؤشر على الفوائد المالية التي يمكن أن تجنيها برامجه خلال استراحة الشوط الأول. لم يذكر جدول أعمال اجتماع أعضاء مجلس الاتحاد الدولي لكرة القدم في اجتماعهم السنوي برئاسة الاتحاد الدولي لكرة القدم، القانون 7 - القسم الذي يوضح المدة التي قد يستمر فيها الشوط الأول، لكن علمت مصادر الصحيفة أنه سيتم مناقشته في نهاية الاجتماع الافتراضي، لكن يبدو من غير المرجح أن يحظى طلب اتحاد أمريكا الجنوبية لكرة القدم بالدعم، حيث أعربت اللجان الاستشارية التابعة لمجلس الاتحاد الدولي لكرة القدم بالفعل عن مخاوفها من أن فترة أطول من عدم النشاط قد تزيد من خطر تعرض اللاعبين للإصابات.

## طاقم التحكيم
أكدت لجنة حكام الكونميبول أن طاقم التحكيم الذي سيدير لمباراة النهائية يتكون من خمسة حكام برازيليين وحكمين من باراغواي. ويتولى حكم الساحة المباراة البرازيلي رافاييل كلاوس، ويساعده الحكمان برونو بيريس ورودريغو كوريا. الحكم الرابع خوان بينيتيز، بينما سيكون الحكم الخامس إدواردو كاردوزو، وكلاهما من باراغواي. رودولفو توسكي سيكون مسؤولاً عن تقنية الفيديو، تعتبر هذه هي المباراة السادسة التي يشرف عليها رافائيل كلاوس في كوبا أمريكا ومباراته الثانية في عام 2024 بعد أن أدار مباراة فنزويلا والمكسيك في دور المجموعات. يعد كلاوس واحدًا من أبرز حكام القارة، فقد أشرف على مباريات في تصفيات أمريكا الجنوبية، وكأس العالم في قطر، وكأس العالم تحت 20 سنة، وبطولة أمريكا الجنوبية تحت 17 سنة وتحت 20 سنة، بالإضافة إلى كأس ليبرتادوريس وكأس العالم. كوبا سوداميريكانا.
أدار رافائيل كلاوس ثلاث مباريات للمنتخب الكولومبي إحداها كانت مع منتخب الأرجنتين، انتهت نتائج تلك المباريات بانتصاراً واحداً وتعادلاً وهزيمة واحدة، أشهر الحكم البرازيلي في تلك المباريات تسع بطاقات صفراء للاعبين الكولومبيين، فيما أدار كحكم ساحة أربع مباريات أحد أطرافها منتخب الأرجنتيني، وانتهت نتائج تلك المباريات بفوز الأرجنتين في مباراتين ضد كولومبيا في ماريو ألبرتو كيمبيس عام 2022، وفوز آخر على منتخب باراغواي وحالتي تعادل على أرضه ضد منتخب باراغواي وخارجها ضد منتخب الإكوادور، وكلها في تصفيات أمريكا الجنوبية، أشهر فيها ثماني بطاقات صفراء هي رصيد المنتخب الأرجنتيني مع الحكم البرازيلي المسؤول.

## المباراة
تمكن حارس مرمى منتخب الأرجنتين إميليانو مارتينيز من التصدى لأربع تسديدات خطيرة من قبل منتخب كولومبيا في الشوط الأول. أُجبر كابتن الأرجنتين ليونيل ميسي على الخروج بسبب الإصابة في القدم أثناء الركض في الدقيقة 64 في الشوط الثاني من المباراة. تم إلغاء هدف الأرجنتيني نيكولاس غونزاليس في الدقيقة 75 بداعي التسلل، دخلت المباراة إلى الوقت الإضافي بعد تعادلهما السلبي في الأشواط الرئيسية. تمكن مهاجم الأرجنتين لاوتارو مارتينيز الذي شارك كلاعب بديل في الدقيقة 97 من تسجيل هدف المباراة الوحيد في الدقيقة 112 بعد تمريرة بينية من جيوفاني لو سيلسو.

| الأرجنتين        | 1–0   | كولومبيا |
| ---------------- | ----- | -------- |
| ل. مارتينيز 112' | تقرير |          |

| طقم الحارس | الأرجنتين | كولومبيا | طقم الحارس |

| GK             | 23 | إيميليانو مارتينيز  |      |      |
| RB             | 4  | غونزالو مونتييل     |      | 72'  |
| CB             | 13 | كريستيان روميرو     |      |      |
| CB             | 25 | ليساندرو مارتينيز   |      |      |
| LB             | 3  | نيكولاس تاغليافيكو  |      |      |
| RM             | 11 | أنخيل دي ماريا      |      | 117' |
| CM             | 7  | رودريغو دي بول      |      |      |
| CM             | 24 | إينزو فرنانديز      |      | 97'  |
| LM             | 20 | أليكسيس ماك أليستير | 61'  | 97'  |
| CF             | 10 | ليونيل ميسي         |      | 66'  |
| CF             | 9  | جوليان ألفاريز      |      | 97'  |
| البدلاء:       |    |                     |      |      |
| RB             | 26 | ناهويل مولينا       |      | 72'  |
| CB             | 19 | نيكولاس أوتامندي    |      | 117' |
| CM             | 5  | لياندرو باريديس     |      | 97'  |
| LM             | 15 | نيكولاس غونزاليس    |      | 66'  |
| MF             | 16 | جيوفاني لو سيلسو    | 118' | 97'  |
| FW             | 22 | لاوتارو مارتينيز    |      | 97'  |
| المدرب:        |    |                     |      |      |
| ليونيل سكالوني |    |                     |      |      |

| GK             | 12 | كاميلو فارغاس        |      |      |
| RB             | 4  | سانتياغو أرياس       |      |      |
| CB             | 23 | دافينسون سانشيز      |      |      |
| CB             | 2  | كارلوس كويستا        |      |      |
| LB             | 17 | يوهان موخيكا         |      |      |
| CM             | 6  | ريتشارد ريوس         |      | 89'  |
| CM             | 16 | جيفرسون اندريس ليرما |      | 106' |
| CM             | 11 | جون آرياس            |      | 106' |
| RF             | 10 | خاميس رودريغيز       |      | 91'  |
| CF             | 24 | جون كوردوبا          | 27'  | 89'  |
| LF             | 7  | لويس دياز            |      | 106' |
| البدلاء:       |    |                      |      |      |
| MF             | 5  | كيفن كاستانيو        |      | 89'  |
| MF             | 8  | خورخي كاراسكال       |      | 106' |
| MF             | 15 | أندريس أوريبي        |      | 106' |
| MF             | 20 | خوان فرناندو كينتيرو |      | 91'  |
| FW             | 19 | رافاييل سانتوس بوري  |      | 89'  |
| FW             | 9  | ميغيل بورخا          | 115' | 106' |
| المدرب:        |    |                      |      |      |
| نيستور لورينزو |    |                      |      |      |

| طاقم التحكيم المساعد | قانون المباراة |
| - الحكام المساعدين: برونو بيريس (البرازيل)، رودريغو كوريا (البرازيل) - الحكم الرابع: خوان بينيتيز (باراغواي) - الحكم الخامس: إدواردو كاردوزو (باراغواي) - حكم تقنية الفيديو المساعد: رودولفو توسكي (البرازيل) - مساعد حكم تقنية الفيديو المساعد: دانيلو مانيس (البرازيل)، دانييل نوبري (البرازيل)، بابلو غونسالفيس (البرازيل) | - يقام نهائي المسابقة من مباراة واحدة بنظام خروج المغلوب. - تُلعب المباراة من 90 دقيقة مقسومة إلى شوطين مدة كل شوط 45 دقيقة. - تُلعب أشواط إضافية في حال استمرار التعادل من 30 دقيقة مقسَّمة إلى شوطين مدة كل شوط 15 دقيقة. - تُطبق قاعدة ركلات الجزاء الترجيحية في حال استمرار التعادل في الأشواط الإضافية. - إمكانية تواجد خمسة عشر لاعباً على مقاعد الاحتياط كحد أقصى. - يمكن إجراء ما يصل إلى خمسة تبديلات، بالإضافة إلى إمكانية تبديل سادس في حال وصول المباراة إلى الأشواط الإضافية. |

## ما بعد المباراة
أعرب ليونيل سكالوني مدرب منتخب الأرجنتين عن سعادته الكبيرة بفوز فريقه بلقب كوبا أمريكا 2024، في الوقت الذي حصد فيه الإسبان لقب يورو 2024.
وقال سكالوني في تصريحات صحفية: "سعادتي مضاعفة لأن إسبانيا فازت أيضًا. لقد كان يومًا مذهلًا. جزء من عائلتي إسباني وإنني سعيد لأن لدي جذور خاصة في البلاد وفوق كل ذلك أعرف المدرب". وأضاف المدرب أن مواجهة كأس لا فيناليسيما، التي ستجمع بين بطلي أوروبا وأمريكا، ستكون في رأيه "مباراة جميلة للغاية بين منتخبين يمران بلحظات رائعة، مقدمين طريقة لعب مختلفة عن الآخرين. سيكون من الرائع مواجهتهم".
أما أنخيل دي ماريا نجم المنتخب الأرجنتيني المخضرم، فقال: "كما لو كان ذلك مكتوبًا، قلت للفتية خلال العشاء إنها آخر كوبا أمريكا لي. حلمت بالوصول إلى النهائي والفوز به والاعتزال بهذه الطريقة". وأوضح: "أعرف ذلك لأنني عشته من الجانب الآخر، طوال 10 أعوام من الكفاح والمنافسة، الأمر ليس سهلًا على الإطلاق، الوصول إلى النهائيات والفوز بها، نجني الثمار الآن. إنها مسألة وقت". وتابع: "لدي مشاعر متباينة ورائعة، أبلغت الفتية الليلة الماضية أنني فخور بهذا الجيل، خاصة أنه جعلني أحقق ما سعيت وراءه دومًا وأرحل اليوم بهذه الطريقة، لا يوجد أفضل من ذلك".